# Clepardia Kraków
Clepardia Kraków – polski klub sportowy z siedzibą w Krakowie, założony w 1909 jako Towarzystwo Sportowe Krowodrza–Modrzejówka. 
Pod obecną nazwą funkcjonuje od 1967 i fuzji klubów KS Krowodrza i Prądnicki KS. Obecnie drużyna piłkarska Clepardii występuje w grupie II krakowskiej klasy okręgowej.

## Historia klubu

### KS Krowodrza
Protoplastą Clepardii było Towarzystwo Sportowe Krowodrza–Modrzejówka (później KS Krowodrza, TS Krowodrza i Unia Krowodrza), założone na osiedlu robotniczym Modrzejówka w 1909 jako jeden z najstarszych klubów sportowych w Krakowie. Jego boisko początkowo mieściło się obok szpitala wojskowego przy ulicy Lubelskiej, a później na terenie obecnej jednostki wojskowej przy ulicy Wrocławskiej. 
Do wybuchu II wojny światowej piłkarze Krowodrzy występowali m.in. w klasie C (wówczas najniższy poziom ligowy) i krakowskiej klasie okręgowej (drugi poziom rozgrywkowy). Wychowankami przedwojennego klubu byli reprezentant Polski, olimpijczyk i późniejszy zawodnik Cracovii Władysław Gędłek oraz inny reprezentant Polski i piłkarz "Pasów", Czesław Rajtar.
Po II wojnie światowej oprócz piłki nożnej w klubie funkcjonowały sekcje piłki ręcznej i koszykówki mężczyzn i kobiet oraz siatkówki kobiet. Po fuzji z KS Prądnik w 1967 klub przestał istnieć do reaktywacji sekcji piłki nożnej w 1988 (bez związku z współczesnym KS Clepardia). Piłkarze KS Krowodrza rozgrywali mecze na boisku w parku Krowoderskim (obecnie boisko PKS Jadwiga Kraków) do wycofania się z rozgrywek klasy B jesienią 2005.

### Prądnicki KS
W 1930 w krakowskiej dzielnicy Prądnik Biały powstał klub KS Prądnik i w 1936 zgłosił się do rozgrywek klasy C, czyli ówczesnego najniższego poziomu ligowego. W czasie niemieckiej okupacji Krakowa reprezentacja Prądnika Białego występowała w nieoficjalnych rozgrywkach piłkarskich w składzie złożonym z "młodzieży zamieszkałej przy ul. Korczaka, Prądnickiej i ks. Siemaszki". 
Po II wojnie światowej powstał klub KS Prądnicki, jednak były zawodnik, trener i długoletni działacz Clepardii Ryszard Sosnowski utrzymywał, że powojenny klub nie kontynuował tradycji przedwojennego KS Prądnik.
W 1950 KS Prądnicki został wchłonięty przez Prądniczankę (klub z sąsiedniego Prądnika Czerwonego), a w 1955 pod patronatem zakładów produkcji opakowań Artigraph reaktywowano Prądnicki Klub Sportowy, który rok później przeprowadził się na boisko przy ulicy Prądnickiej, a w 1957 awansował do ówczesnej klasy A (czwarty poziom ligowy). W 1963 rozpoczęto budowę istniejącego do 2019 pawilonu klubowego obok boiska przy ulicy Prądnickiej, a w 1965 Prądnicki Zakładowy Klub Sportowy ponownie awansował do piłkarskiej klasy A. Tuż przed fuzją z KS Krowodrza klub z Prądnika prowadził sekcje piłki nożnej, piłki ręcznej kobiet, siatkówki kobiet i gimnastyki. 
Wychowankiem Prądnickiego KS był Lucjan Franczak, późniejszy wieloletni trener krakowskich klubów piłkarskich, m.in. Wisły (z którą zdobył wicemistrzostwo Polski w sezonie 1980/1981), Cracovii i Garbarni.

### KS Clepardia (od 1967)
Latem 1966 Echo Krakowa donosiło o trudnościach finansowych Prądnickiego KS i zasugerowało powstanie jednego, silnego klubu sportowego w Kleparzu. W lutym 1967 ogłoszono fuzję ZKS Prądnicki i WKS-Krowodrza w nowy klub sportowy pod nazwą Dzielnicowy Klub Sportowy Clepardia. Historyk krakowskiego sportu Jerzy Cierpiatka sugeruje, że presję na połączenie obu klubów wywierały lokalne władze. Siedzibą nowego klubu stały się zmodernizowane kilka lat wcześniej obiekty Prądnickiego.
Clepardia od sezonu 1966/67 występowała w klasie A, zanim po reformie rozgrywek w 1975 znalazła się w klasie okręgowej (czwarty poziom ligowy) na kolejną dekadę. W 1986 Clepardia odniosła największy sukces w historii, awansując do III ligi pod wodzą trenera Ireneusza Adamusa. Jedyny sezon na trzecim szczeblu Clepardia zakończyła na ostatnim, 14. miejscu z ujemnym bilansem punktowym (za porażki trzema i więcej bramkami przyznawano ujemne punkty) i wiosną 1987 spadła do klasy okręgowej m.in. z Wawelem Kraków. W 1991 i 1994 Clepardia awansowała do klasy międzyokręgowej (ówczesna IV liga), w XXI wieku występowała na czwartym poziomie rozgrywkowym od 2001 do 2006. Po reformie IV ligi w piąty poziom rozgrywkowy, Clepardia świętowała awans po wygraniu ligi okręgowej w 2017. W 2022 opuściła zachodnią grupę małopolskiej IV ligi zajmując przedostatnie, 17. miejsce, rok później spadła z V ligi małopolskiej (zachód) i obecnie występuje w krakowskiej klasie okręgowej (grupa II).
Na przestrzeni lat w klubie funkcjonowały sekcje piłki nożnej, piłki ręcznej kobiet, judo i piłki nożnej pięcioosobowej. Obecnie klub prowadzi sekcje piłki nożnej (trampkarze najmłodsi, młodsi, starsi, juniorzy starsi, seniorzy, oldboje) oraz judo.

## Wychowankowie
- Piotr Skrobowski – reprezentant Polski w piłce nożnej, brązowy medalista MŚ 1982, w Clepardii w latach 1975–1977
- Zbigniew Gręda – 108 meczów i 21 goli w ekstraklasie w barwach Wisły Kraków i Zagłębia Sosnowiec, w Clepardii do 1983
- Wiesław Dybczak – 58 meczów i 1 gol w ekstraklasie w barwach Cracovii, w Clepardii w latach 1972–1976
- Kamil Kuczak – 4 mecze w ekstraklasie w barwach Wisły Kraków, obecnie Tempo Białka, w Clepardii do 2009
- Sebastian Leszczak – 3 mecze w ekstraklasie w barwach Wisły Kraków, reprezentant Polski w futsalu
- Dawid Bułka – bramkarz Wisły Kraków i Podbeskidzia Bielsko-Biała, w Clepardii w latach 1992–1995

## Trenerzy
- 1984–1985: Antoni Szymanowski
- 1985–1986: Ireneusz Adamus
- 1998: Janusz Sputo
- ?–2001: Stefan Pietraszewski
- ?–2003: Lucjan Franczak
- 2006: Jan Cyniewski
- 2008: Krzysztof Krok
- 2008: Bartłomiej Świkszcz
- 2008–2012: Krzysztof Krok
- 2012–2014: Marek Dragosz
- 2014–2015: Dariusz Bijak
- 2016–2020: Krzysztof Król
- 2021–2023: Jakub Sieniawski
- 2023–: Krzysztof Król[14]

## Sukcesy
- Najwyższy poziom ligowy – III liga (sezon 1986/87)
- Puchar Polski – finał rozgrywek okręgowych w sezonie 2010/2011 (porażka 0:2 na własnym stadionie z Garbarnią Kraków w dniu 18 maja 2011)

## Sezon po sezonie
Źródło
| Sezon   | Liga                              | Miejsce | Punkty | Bramki | Uwagi  |
| ------- | --------------------------------- | ------- | ------ | ------ | ------ |
| 1998/99 | Liga okręgowa (grupa Kraków)      | 4.      | 49     | 50:45  |        |
| 1999/00 | Liga okręgowa (grupa Kraków)      | 2.      | 73     | 72:40  | awans  |
| 2000/01 | IV liga (grupa małopolska-Kraków) | 9.      | 37     | 46:47  |        |
| 2001/02 | IV liga (grupa małopolska-Kraków) | 10.     | 44     | 55:61  |        |
| 2002/03 | IV liga (grupa małopolska-Kraków) | 11.     | 45     | 38:41  |        |
| 2003/04 | IV liga (grupa małopolska-Kraków) | 14.     | 36     | 36:52  |        |
| 2004/05 | IV liga (grupa małopolska-Kraków) | 13.     | 32     | 32:44  |        |
| 2005/06 | IV liga (grupa małopolska-Kraków) | 16.     | 18     | 19:82  | spadek |
| 2006/07 | V liga (grupa Kraków-Wadowice)    | 14.     | 29     | 36:54  |        |
| 2007/08 | V liga (grupa Kraków-Wadowice)    | 14.     | 26     | 27:56  |        |
| 2008/09 | V liga (grupa Kraków-Wadowice)    | 15.     | 25     | 29:52  | spadek |
| 2009/10 | Liga okręgowa (grupa Kraków)      | 7.      | 57     | 64:49  |        |
| 2010/11 | Liga okręgowa (grupa Kraków)      | 3.      | 63     | 66:33  |        |
| 2011/12 | Liga okręgowa (grupa Kraków I)    | 3.      | 62     | 80:23  |        |
| 2012/13 | Liga okręgowa (grupa Kraków I)    | 4.      | 53     | 71:43  |        |
| 2013/14 | Liga okręgowa (grupa Kraków I)    | 5.      | 38     | 41-34  |        |
| 2014/15 | Liga okręgowa (grupa Kraków I)    | 6.      | 38     | 45:30  |        |
| 2015/16 | Liga okręgowa (grupa Kraków II)   | 8.      | 34     | 56:42  |        |
| 2016/17 | Liga okręgowa (grupa Kraków II)   | 1.      | 57     | 76:36  | awans  |
| 2017/18 | IV liga (grupa małopolska-zachód) | 10.     | 35     | 47:54  |        |
| 2018/19 | IV liga (grupa małopolska-zachód) | 12.     | 37     | 46:56  |        |
| 2019/20 | IV liga (grupa małopolska-zachód) | 12.     | 20     | 26:40  |        |
| 2020/21 | IV liga (grupa małopolska-zachód) | 11.     | 40     | 55:43  |        |
| 2021/22 | IV liga (grupa małopolska-zachód) | 17.     | 14     | 55:43  | spadek |
| 2022/23 | V liga małopolska (zachód)        | 15.     | 16     | 25:74  | spadek |
| 2023/24 | Klasa okręgowa (Kraków II)        | 3.      | 52     | 63:32  |        |
| 2024/25 | Klasa okręgowa (Kraków II)        | 2.      | 52     | 66:33  | [ b ]  |

## Obiekty klubowe
Siedziba klubu i jego stadion (o danych technicznych poniżej) znajdują się w Krakowie, przy ulicy gen. A. Fieldorfa-Nila 5. W maju 2020 prezydent Krakowa Jacek Majchrowski przekazał Clepardii zmodernizowany przez Zarząd Infrastruktury Sportowej budynek klubowy z salą gimnastyczną, konferencyjną i szatniami. 
Miasto planuje także budowę krytej pływalni na terenach klubu przy ulicy Mackiewicza 14 (nieopodal dworku Białoprądnickiego) w miejscu zamkniętego otwartego basenu i siłowni.
| Dane techniczne    | Dane techniczne |
| ------------------ | --------------- |
| Wymiary boiska     | 100 × 62 m      |
| Pojemność stadionu | 435 miejsc      |
| Oświetlenie        | tak             |
| Podgrzewana murawa | brak            |